# Tureh
Tūreh (farsi توره) è una città dello shahrestān di Shazand, circoscrizione di Zalian, nella provincia di Markazi in Iran. Aveva, nel 2006, una popolazione di 2.167 abitanti. 